# Berlin-Wittenau
Berlin-Wittenau  est un des onze quartiers de l'arrondissement de Reinickendorf dans la capitale allemande.

## Géographie
Le quartier s'étend sur 5,87 km2. Il est traversé d'est en ouest par le canal Nordgraben. Il comprend la cité Foch construite à partir de 1952 par les forces françaises à Berlin.

## Histoire
D'abord connu sous le nom de Dalldorf tel qu'il est fait mention pour la première fois en 1322, Wittenau est intégré à Berlin en tant que quartier le 1er octobre 1920 à l'occasion de la réforme territoriale du Grand Berlin. Entre 1921 et 2001, il faisait partie du district de Reinickendorf, renommé Arrondissement de Reinickendorf en 2001.

## Population
Le quartier comptait 25 113 habitants le 1er janvier 2017 selon le registre des déclarations domiciliaires, c'est-à-dire 4 278 hab./km2.

## Transports
Le quartier comprend la station de métro Wittenau desservie par la ligne 8.